# مارجو ستيلي
مارجو ستيلي (بالإنجليزية: Margo Stilley)‏ هي عارضة وممثلة أمريكية، ولدت في 20 نوفمبر 1982 في الولايات المتحدة. بدأت مشوارها المهني سنة 2004.

## أعمال

### أفلام
- (2009) هدف 3

## وصلات خارجية
- مارجو ستيلي على موقع IMDb (الإنجليزية)
- مارجو ستيلي على موقع ألو سيني (الفرنسية)
- مارجو ستيلي على موقع أول موفي (الإنجليزية)
- مارجو ستيلي على موقع قاعدة بيانات الأفلام السويدية (السويدية)
- مارجو ستيلي على موقع قاعدة بيانات الفيلم (الإنجليزية)
- مارجو ستيلي على موقع كينوبويسك (الروسية)